# Rudá záře nad Kladnem
Rudá záře nad Kladnem je třetí román Antonína Zápotockého z roku 1951. Pojednává o historii dělnického hnutí na Kladně v letech 1918–1920. V období komunistické vlády v Československu na něj bylo poukazováno jako na velmi významné dílo. Režisér Vladimír Vlček natočil v roce 1955 podle knihy stejnojmenný film.
Antonín Zápotocký ohlásil svou knihu jako závazek k třicátému výročí založení KSČ a závazek splnil. Román dopsal v únoru 1951 a v dubnu 1951 vyšlo první vydání ve vydavatelství ROH Práce.
Román s autobiografickými prvky líčí bídu kladenského lidu na konci první světové války a odhodlání kladenských havířů budovat po Velké říjnové revoluci a vzniku Sovětského svazu komunistickou stranu i v nově vzniklém Československu. „Socialismus i u nás zvítězí. Rudé bude pak Kladno a rudou bude celá republika,“ slibují v závěru románu havíři.
Název románu odkazuje na rudou záři jako symbol komunismu a zároveň záři z horké strusky z kladenských železáren na haldách kolem Kladna.